# 雷諾章克申 (加利福尼亞州)
雷諾章克申（英語：Reno Junction）是位於美國加利福尼亞州拉森縣的一個非建制地區。該地的面積和人口皆未知。

## 地理
雷諾章克申的座標為40°47′31″N 120°06′00″W / 40.79194°N 120.10000°W，而該地的平均海拔高度為1523米（即4997英尺）。